# FC Schönberg 95
Der FC Schönberg 95 ist ein Fußballverein mit über 350 Mitgliedern aus dem mecklenburgischen Schönberg.

## Geschichte

Wappen 1995 bis 2001

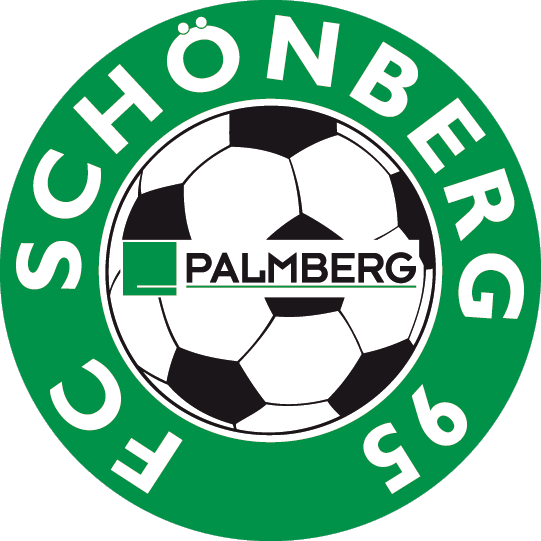
Wappen Saison 2001/02

Der Verein wurde am 1. Juli 1995 gegründet, als sich die Fußballsparte aus der TSG Schönberg herauslöste. Überregional bekannt wurde der FC Schönberg erstmals 1998, als der Verein in die Oberliga Nordost aufstieg. In dieser Klasse konnte sich der Verein bis zum Abstieg in die Verbandsliga im Jahr 2005 halten, in der nach nur einem Jahr der Wiederaufstieg gefeiert werden konnte.
Zwischen 1999 und 2003 war der FC Schönberg eines der Spitzenteams der Oberliga und stand mehrmals kurz vor dem Aufstieg in die Regionalliga. Als im Jahr 2000 die Anzahl der Regionalligen von vier auf zwei reduziert wurde, spielte der Verein in zwei Relegationsspielen um die Qualifikation gegen den FC Rot-Weiß Erfurt um den letzten Startplatz in der zweigleisigen Regionalliga, konnte sich jedoch nicht durchsetzen.
Nach der Meisterschaft in der NOFV-Oberliga Nord erreichte der FC Schönberg 2003 erneut die Relegationsspiele zur Regionalliga. Gegen den Meister der Südstaffel FC Sachsen Leipzig unterlag der Verein jedoch mit 0:1 und 0:2, verpasste den Aufstieg erneut. Nach der Spielzeit 2006/07, in der die Mannschaft den 7. Platz in der Oberliga belegte, zog sich der Verein aus finanziellen Gründen aus dieser Spielklasse zurück und trat nunmehr in der Verbandsliga Mecklenburg-Vorpommern an. Dort wurde man in der Saison 2007/08 Vizemeister und in der Spielzeit 2008/09 Meister. Auf einen möglichen Wiederaufstieg in die – nunmehr fünftklassige – Oberliga Nordost (Nord) verzichtete der Verein jedoch. 2013 stiegen die Schönberger nach einem Verzicht des Meisters Sievershäger SV in die Oberliga Nordost auf. 2015 gelang der erstmalige Aufstieg in die Regionalliga. Dort spielte der Verein zwei Jahre. Im April 2017 beschloss man, für die folgende Saison 2017/18 keine Lizenz mehr für die Regionalliga zu beantragen, nachdem der Hauptsponsor seine finanziellen Zuwendungen erheblich gekürzt hatte; zudem stellten die Fahrten zu Auswärtsspielen auf Grund der exponierten Lage des Vereins im NOFV-Gebiet eine erhebliche finanzielle Belastung dar. Ein Wechsel in die Regionalliga Nord wurde vom Nordostdeutschen Fußballverband abgelehnt. Der Verein restrukturierte sich daraufhin in der Landesliga. Zudem wurde der Fokus nun verstärkt auf die Jugendförderung gesetzt. Im Jahr 2020 konnte die Rückkehr in die Verbandsliga erreicht werden.
Als siebenmaliger Landespokalsieger Mecklenburg-Vorpommerns spielte der FC Schönberg mehrmals im DFB-Pokal. Hier konnte der Verein gegen Mannschaften wie den SV Waldhof Mannheim (1999, 0:3), den FC Bayern München (2000, 0:4), den VfB Stuttgart (2001, 2:4), den Hamburger SV (2002, 0:6), Borussia Mönchengladbach (2003, 0:3), den 1. FC Kaiserslautern (2005, 0:15) oder den VfL Wolfsburg (2012, 0:5) jedoch nie die nächste Runde erreichen. Aufgrund der regelmäßigen Teilnahmen und der dadurch angesammelten hoch negativen Tordifferenz belegt der FC Schönberg den letzten Platz in der ewigen DFB-Pokal-Tabelle.

## Erfolge
- Aufstieg von der Bezirksliga in die Landesliga: 1994/95
- Aufstieg von der Landesliga in die Verbandsliga: 1995/96, 2019/20
- Aufstieg in die Oberliga Nordost-Nord: 1997/98, 2012/13
- Aufstieg in die Regionalliga Nordost: 2014/15
- Teilnahme an der Regionalliga Nordost: 2015/16, 2016/17
- Landesmeister Mecklenburg-Vorpommern: 1997/98, 2005/06, 2008/09
- Landespokalsieger Mecklenburg-Vorpommern: 1998/99, 1999/2000, 2000/01, 2001/02, 2002/03, 2003/04, 2011/12
- Meister der Oberliga Nordost-Nord: 2002/03

## Bekannte Personen
Bekannte Spieler
- Jörg Hahnel
- Bastian Henning
- Michael Koch
- Heiko März
- Enrico Neitzel
- Ole Oberbeck
- Jonny Otten
- Martin Pett
- Marko Riegel
- Hendrik Völzke
- Sven Wittfot

Bekannte Trainer
- Jürgen Decker
- Thomas Gerstner
- Elard Ostermann
- Axel Rietentiet
- Christian Schreier

## Stadion
Der FC Schönberg trägt seine Heimspiele im 6.000 Zuschauer (davon 590 überdachte Sitzplätze) fassenden Palmberg-Stadion aus. Mit mobilen Großtribünen ist die Stadionkapazität auf 16.000 Plätze erweiterbar.